# Cette mer qui nous entoure (livre)
Cette mer qui nous entoure, également publié en français sous le titre La Mer autour de nous, est un livre de vulgarisation scientifique écrit par la biologiste marine Rachel Carson et publié par l'éditeur Oxford University Press en 1951. Il éclaire les découvertes sur le fonctionnement océanique et la vie marine, intégrant les dernières découvertes scientifiques en date. Souvent qualifié de « poétique », c'est le deuxième livre publié par Rachel Carson, et celui qui l'a réellement révélée au grand public, et a lancé sa carrière en tant qu'autrice et spécialiste de la biologie de la conservation. Rétrospectivement, ce livre constitue le deuxième tome de sa « trilogie marine. »
The Sea Around Us a remporté en 1952 deux prix aux États-Unis : le National Book Award dans la catégorie non-fiction et une médaille John-Burroughs décerné pour une œuvre marquante dans le domaine de l'histoire naturelle. Il est resté 86 semaines sur la liste New York Times Best Seller list et a été traduit en 28 langues. En France, la Librairie Stock en a publié en 1958 la traduction, réalisée par Collin Delavaud.

## Historique
La maison d'édition Simon & Schuster avait publié Under the Sea Wind (Sous le vent marin), le premier livre de Rachel Carson, en 1941. 
En dépit de bonnes critiques, il avait rencontré un faible succès commercial. Rachel Carson avait initialement prévu de publier la suite sous le titre Retour à la mer, et a commencé à l'écrire en 1948, après avoir engagé Marie Rodell comme agent littéraire. 
Elle a commencé par rédiger un premier chapitre (qui deviendra par la suite Naissance d'une île) ainsi qu'un plan détaillé, que Marie Rodell a utilisés pour démarcher les éditeurs.
Pendant la préparation de son livre, Rachel Carson a rencontré de nombreux océanographes pour discuter des récentes avancées scientifiques. Initialement, Carson et Rodell rencontrèrent peu d'enthousiasme de la part des magazines pour publier les premiers chapitres sous la forme d'articles. En 1949, avec environ un tiers des chapitres finalisés, Rodell a commencé à chercher un éditeur pour publier le livre complet.
En juin, elle décrocha un contrat avec Oxford University Press, stipulant la remise du manuscrit pour le 1er mars 1950. Rachel Carson a donc continué à travailler en 1949 et 1950, en dépit de difficultés financières et de soucis de santé. Une partie de son travail de recherche s'est déroulé lors d'un voyage sur un bateau du U.S. Fish and Wildlife Service, l'Albatros III. Après avoir repoussé la date de remise, Carson a terminé son manuscrit en juin 1950. Dans l'intervalle, plusieurs périodiques (The New Yorker, Science Digest, et The Yale Review) avaient publié certains chapitres.
Neuf des quatorze chapitres avaient été publiés sous forme d'articles par le The New Yorker à partir du 2 juin 1951, un mois avant la sortie du livre le 2 juillet.
Cette prépublication a créé une large attente populaire, et l'ouvrage a été le sujet d'une critique principale dans la The New York Times Book Review la veille de sa publication. Le septième chapitre "Naissance d'une île" a été publié dans la Yale Review et a remporté le prix George-Westinghouse de rédaction scientifique décerné par l'Association américaine pour l'avancement des sciences.

## Plan de l'ouvrage
- Première partie. Genitrix.
  - 1. Dans la nuit des commencements
  - 2. Les eaux de surface
  - 3. Les saisons
  - 4. Mer sans soleil
  - 5. Terres cachées
  - 6. La neige qui ne s'arrête jamais
  - 7. Naissance d'une île
  - 8. Les mers anciennes

- Deuxième partie. Infatigable.
  - 9. Les vagues
  - 10. Vent, soleil, rotation terrestre
  - 11. Les marées

- Troisième partie. L'homme et la mer.
  - 12. Le thermostat de la Terre
  - 13. Richesse de l'eau salée
  - 14. La mer qui nous entoure

## Accueil critique
Après la parution, Carson fut inondée de lettres de lecteurs enthousiastes et l'objet de l'attention des médias. La publication de versions abrégées de son livre par le Reader's Digest lui a également valu l'attention d'un très vaste public. Le livre s'est vendu à plus de 250 000 exemplaires, sans compter les versions abrégées et les extraits publiés indépendamment.

## Adaptations
Une adaptation cinéma a été réalisée par Irwin Allen en 1952 et sortie en 1953. Elle remporta la même année l'Oscar du meilleur documentaire. Malgré cela, Rachel Carson s'est dite extrêmement déçue par l'adaptation et a refusé par la suite de céder ses droits sur son œuvre.